# Glenndálocha
Diecezja Glendalough lub Gleann Dá Loch (łac.) – dawne, historyczne biskupstwo i opactwo iroszkockie we wschodniej Irlandii (hrabstwo Wicklow) istniejące w latach 1111–1216. Obecnie biskupstwo tytularne Glenndálocha (łac. Glendalacensis).
Biskupem tytularnym jest Kevin Randall (od 2023), nuncjusz apostolski. W latach 1973–81 biskupem tytularnym był Marian Przykucki, wówczas biskup pomocniczy poznański (późniejszy arcybiskup szczecińsko-kamieński w latach 1992–99).
Klasztor został założony w II połowie VI wieku przez św. Kevina (zm. 618), który uchodził za pierwszego biskupa Gleann Dá Loch. Jego grób był w średniowieczu celem pielgrzymek. Do XII wieku powstało w Glendalough kilka kościołów klasztornych. W 1152 miał miejsce Synod w Kells. Od tego czasu biskupstwo było sufraganią arcybiskupstwa dublińskiego. W 1161 arcybiskupem Dublina został św. Wawrzyniec z Dublina, który wcześniej był opatem klasztoru w Glendalough. W 1216 terytorium biskupstwa zostało włączone do arcybiskupstwa w Dublinie.
Zachowały się ruiny siedmiu kościołów (w tym katedry), cmentarz i wieża z VIII-IX wieku.

## Galeria

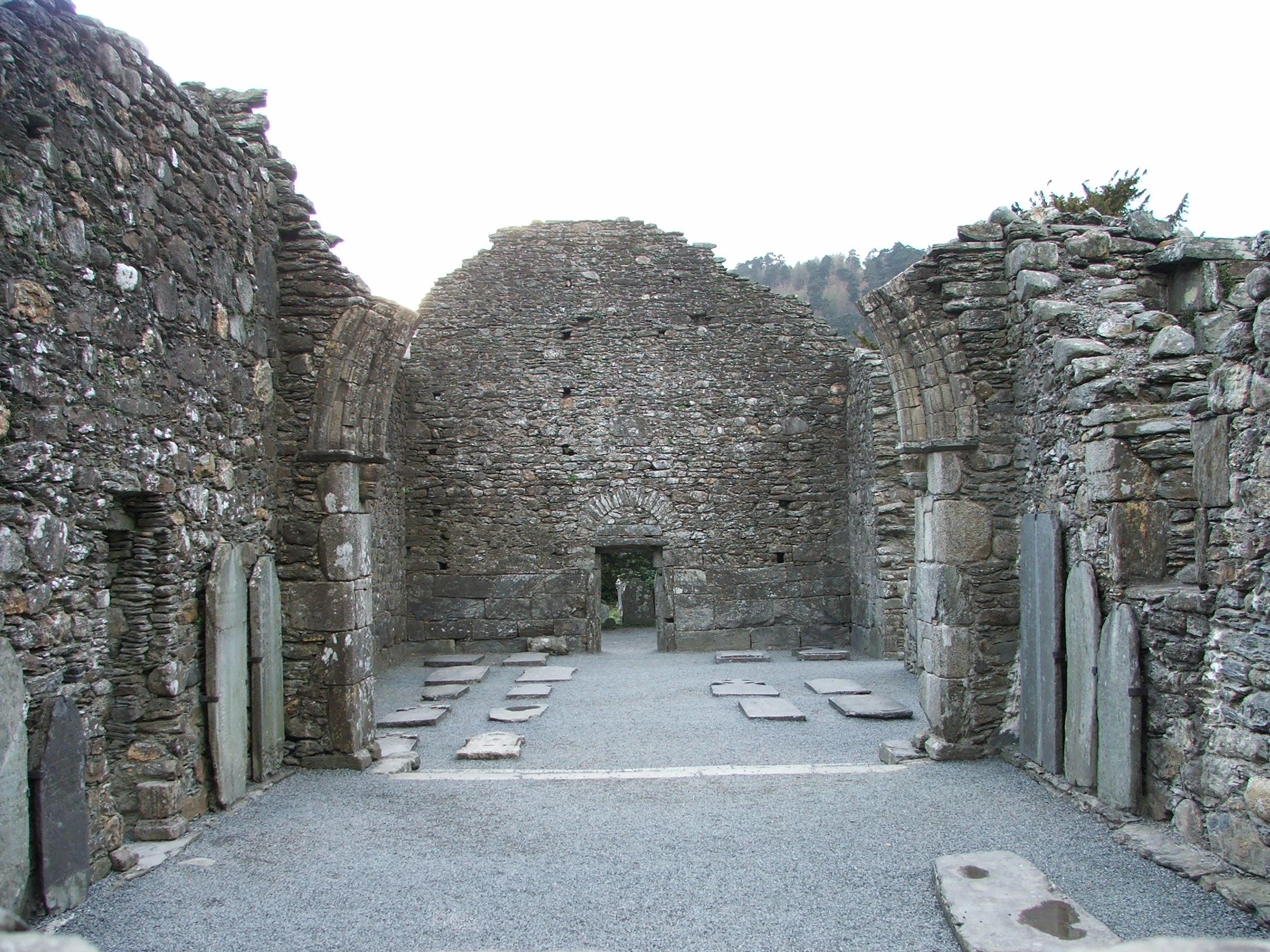
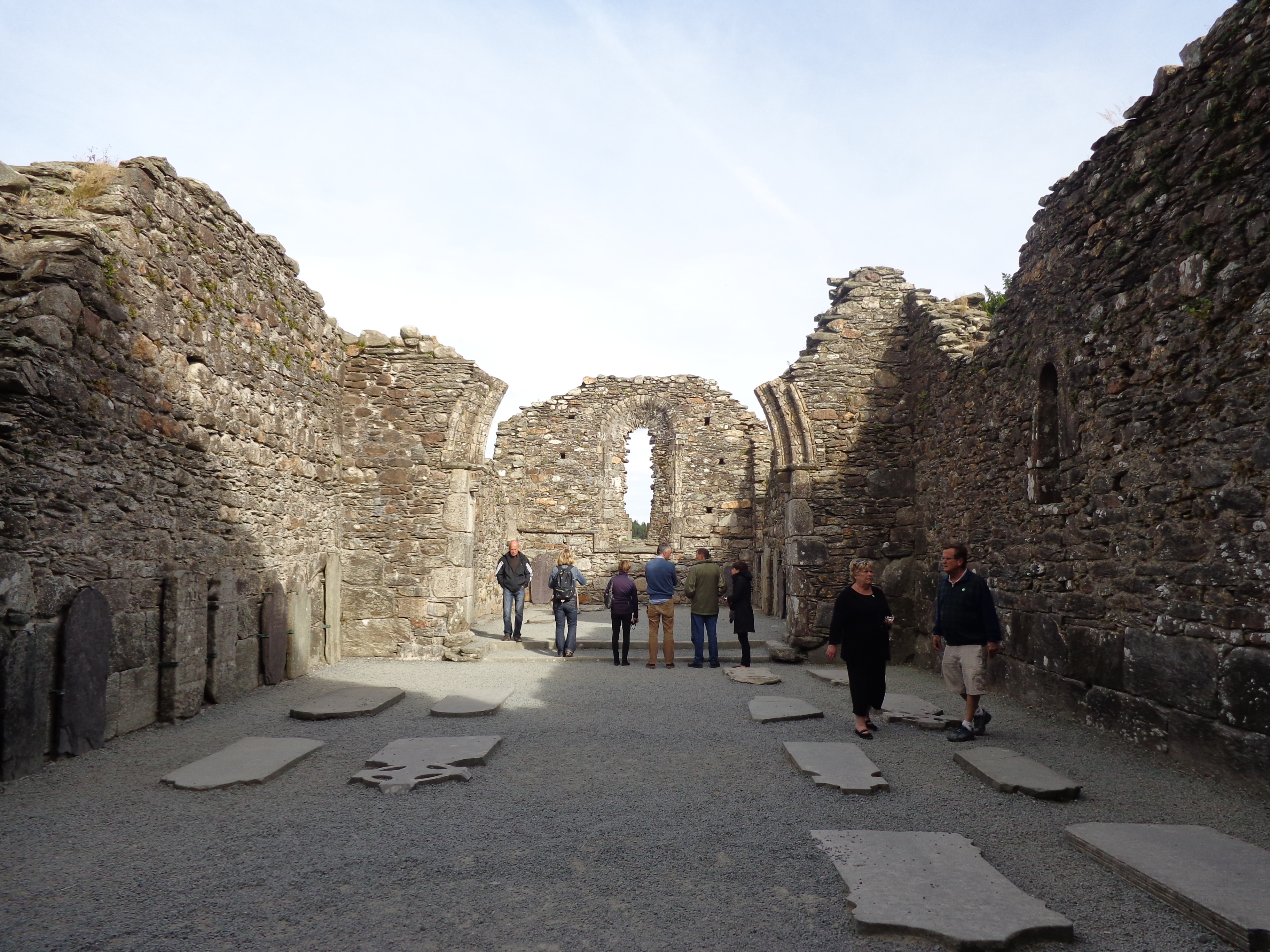
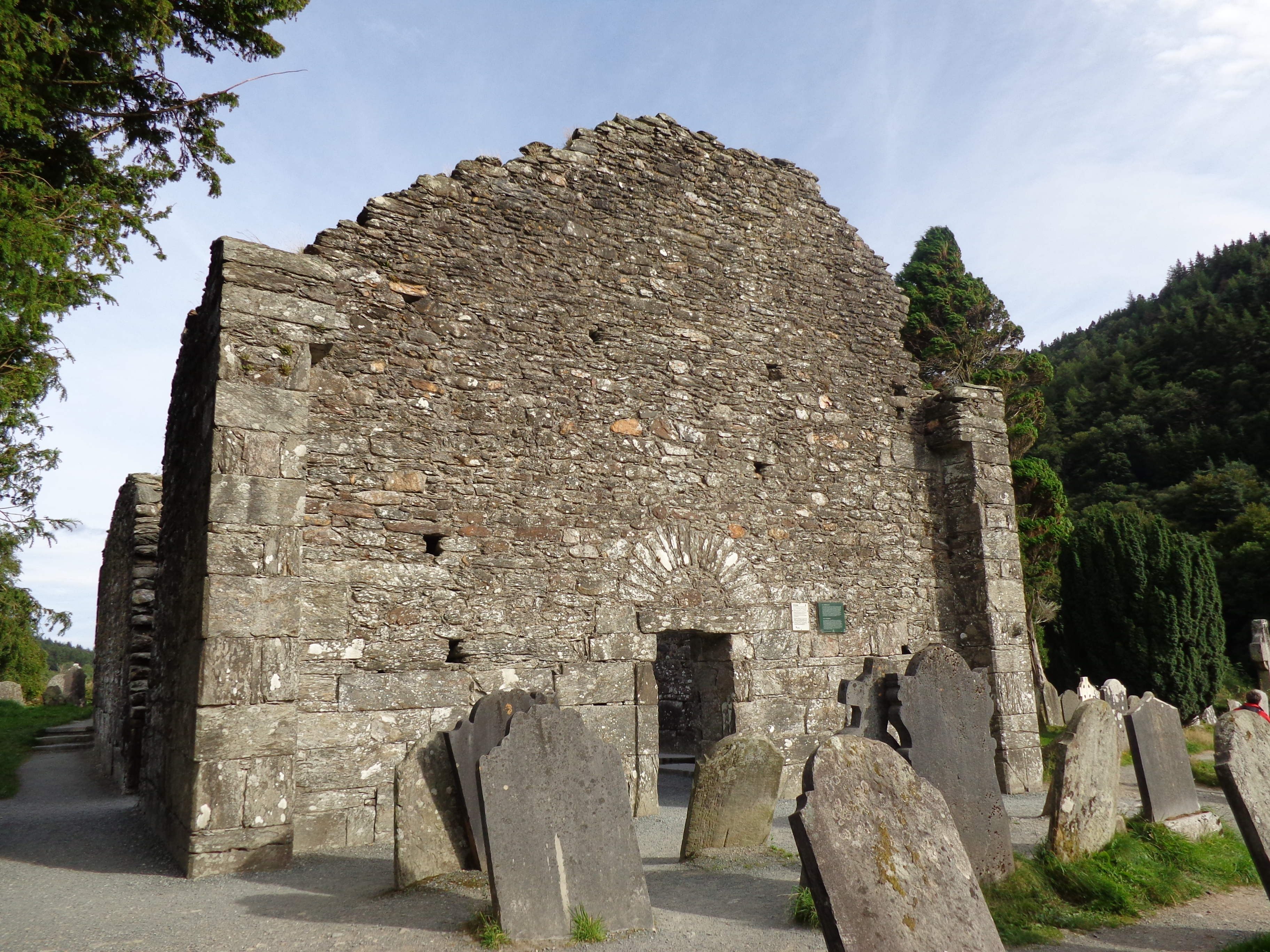
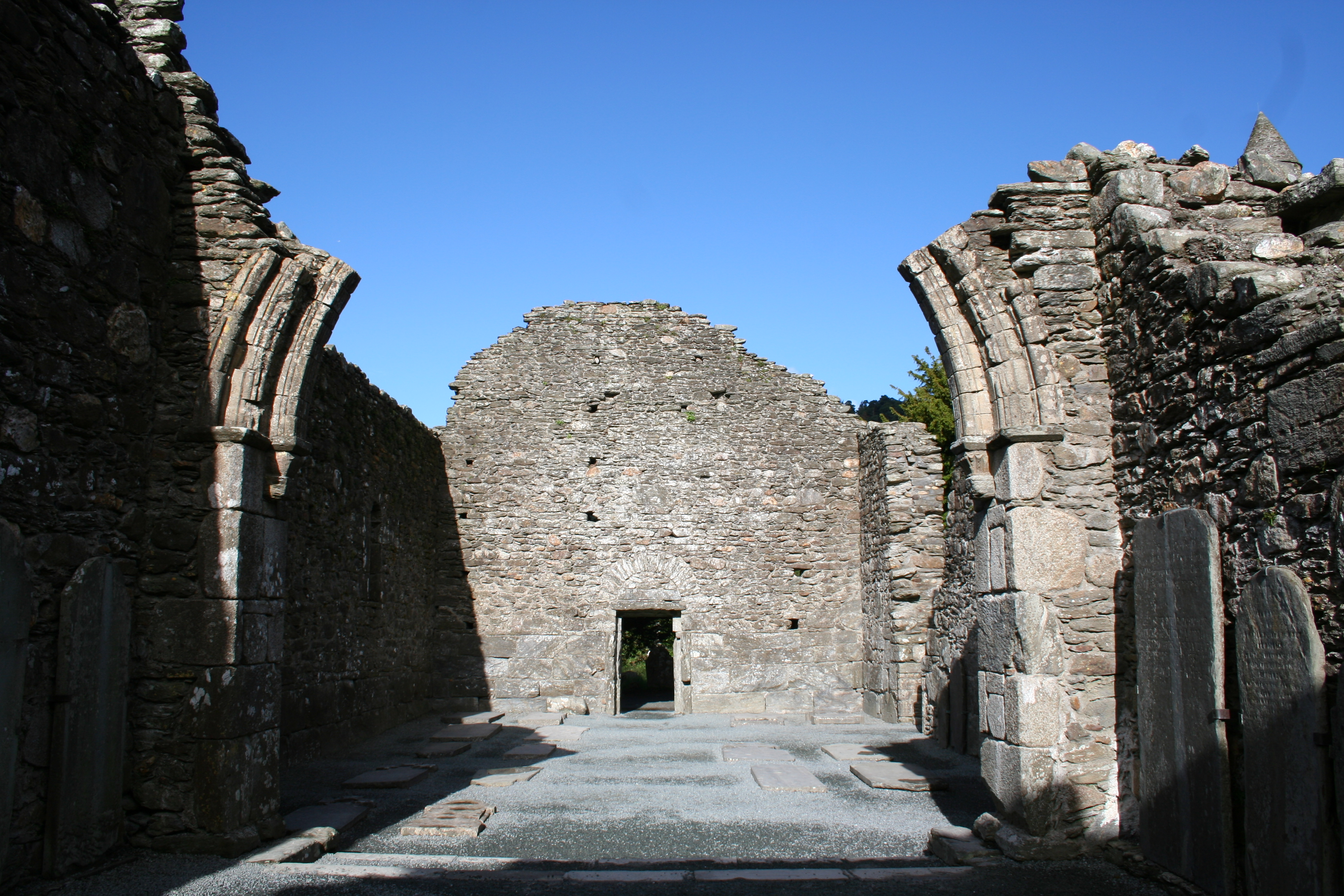
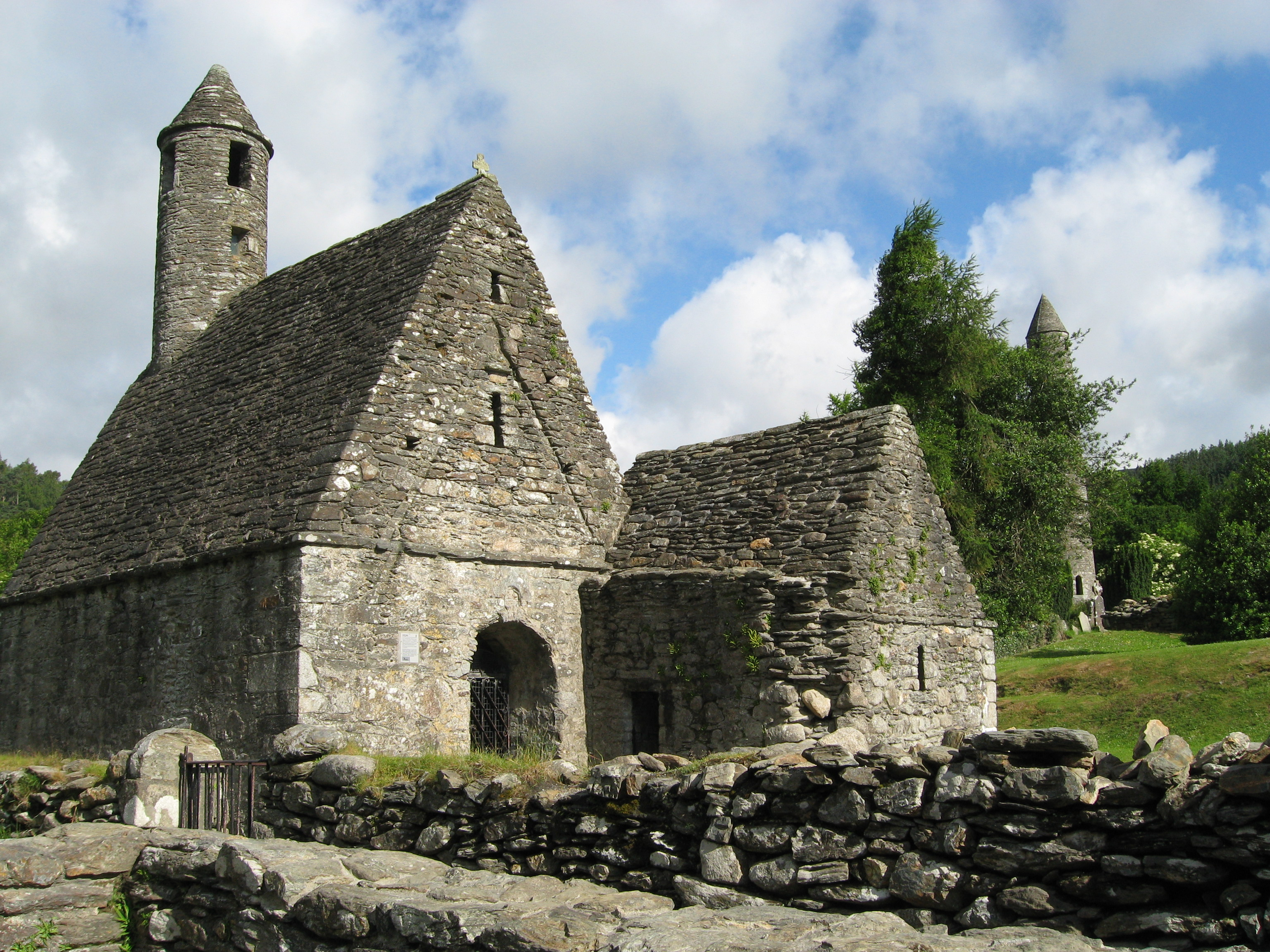
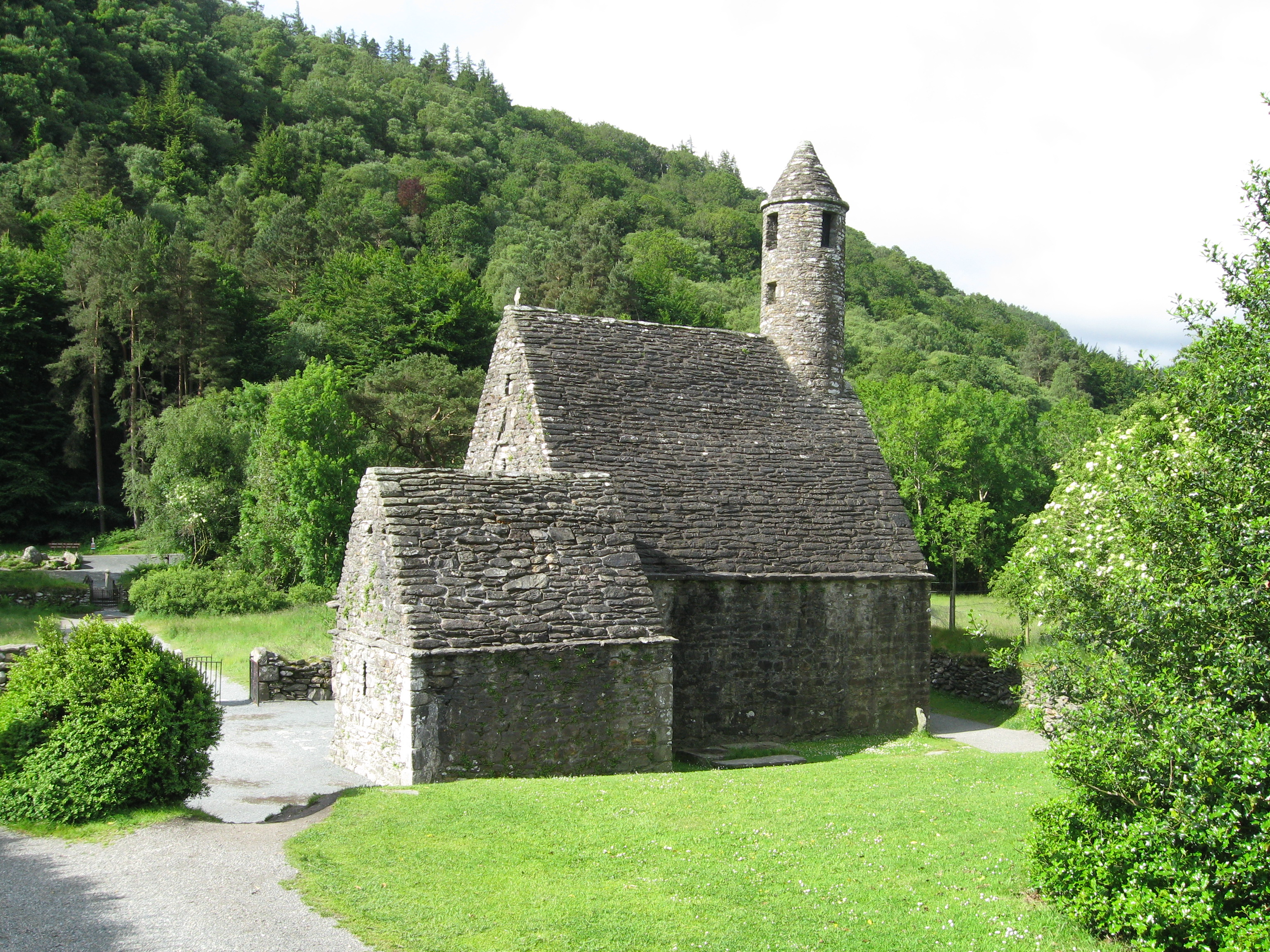
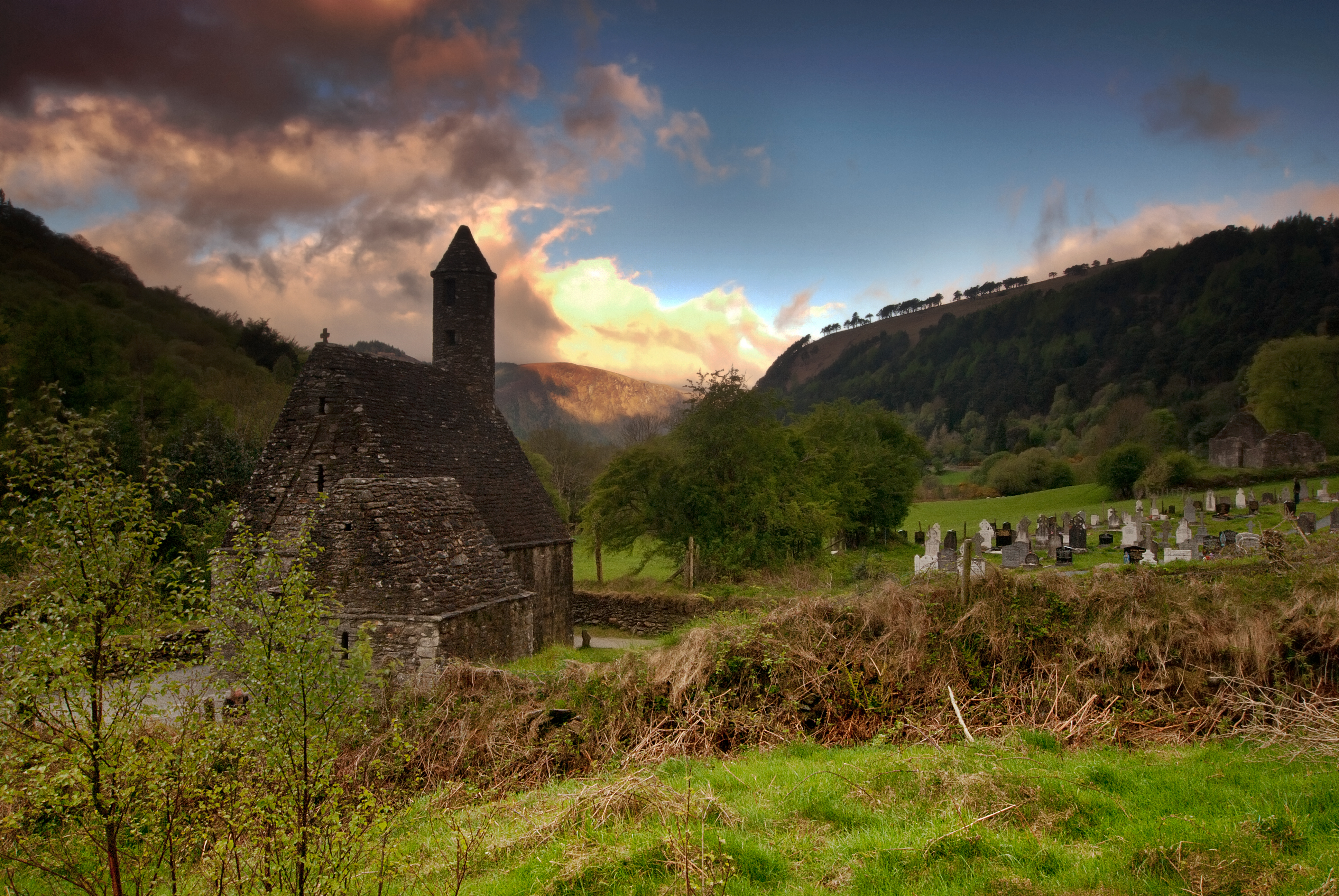
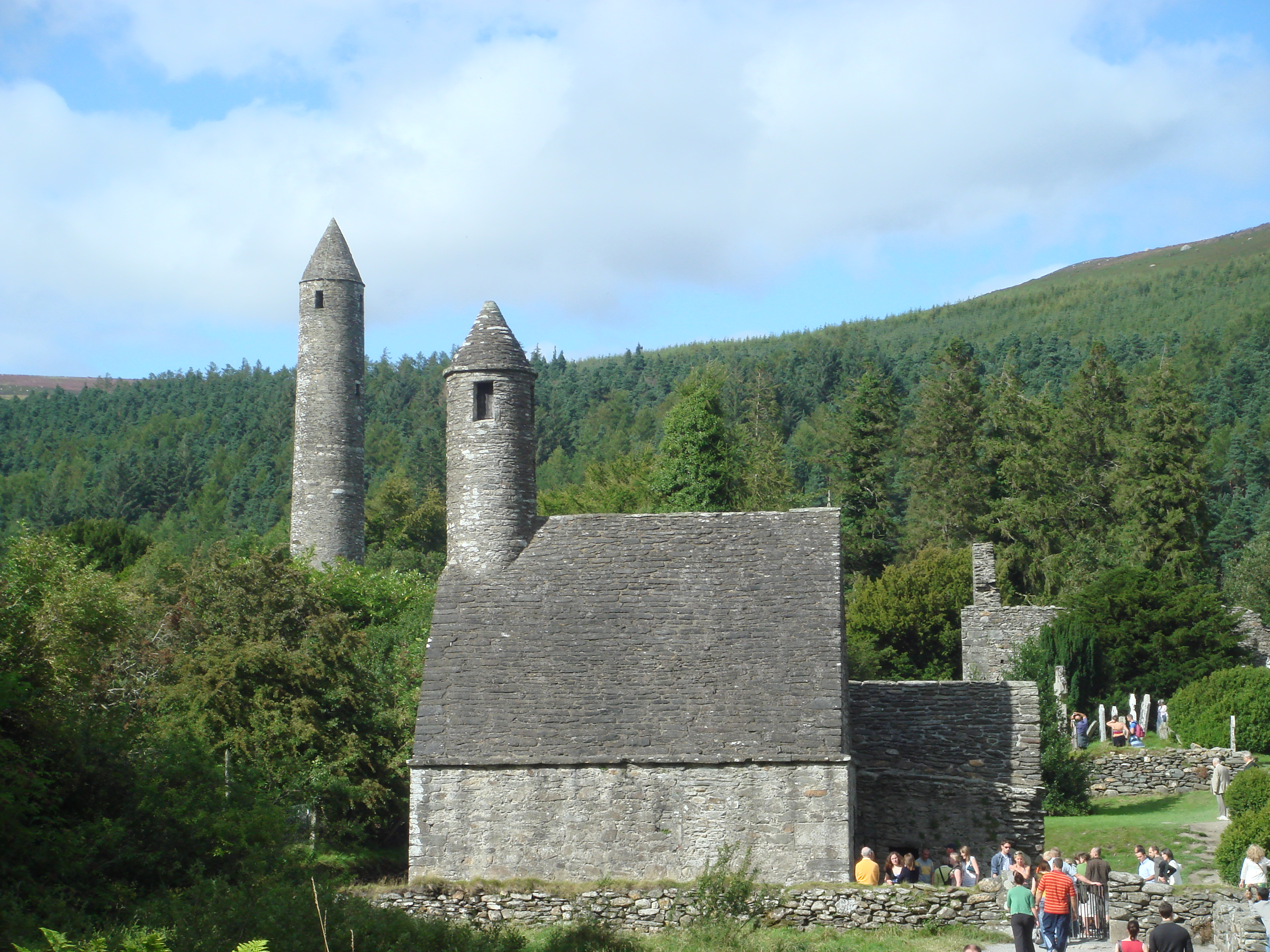
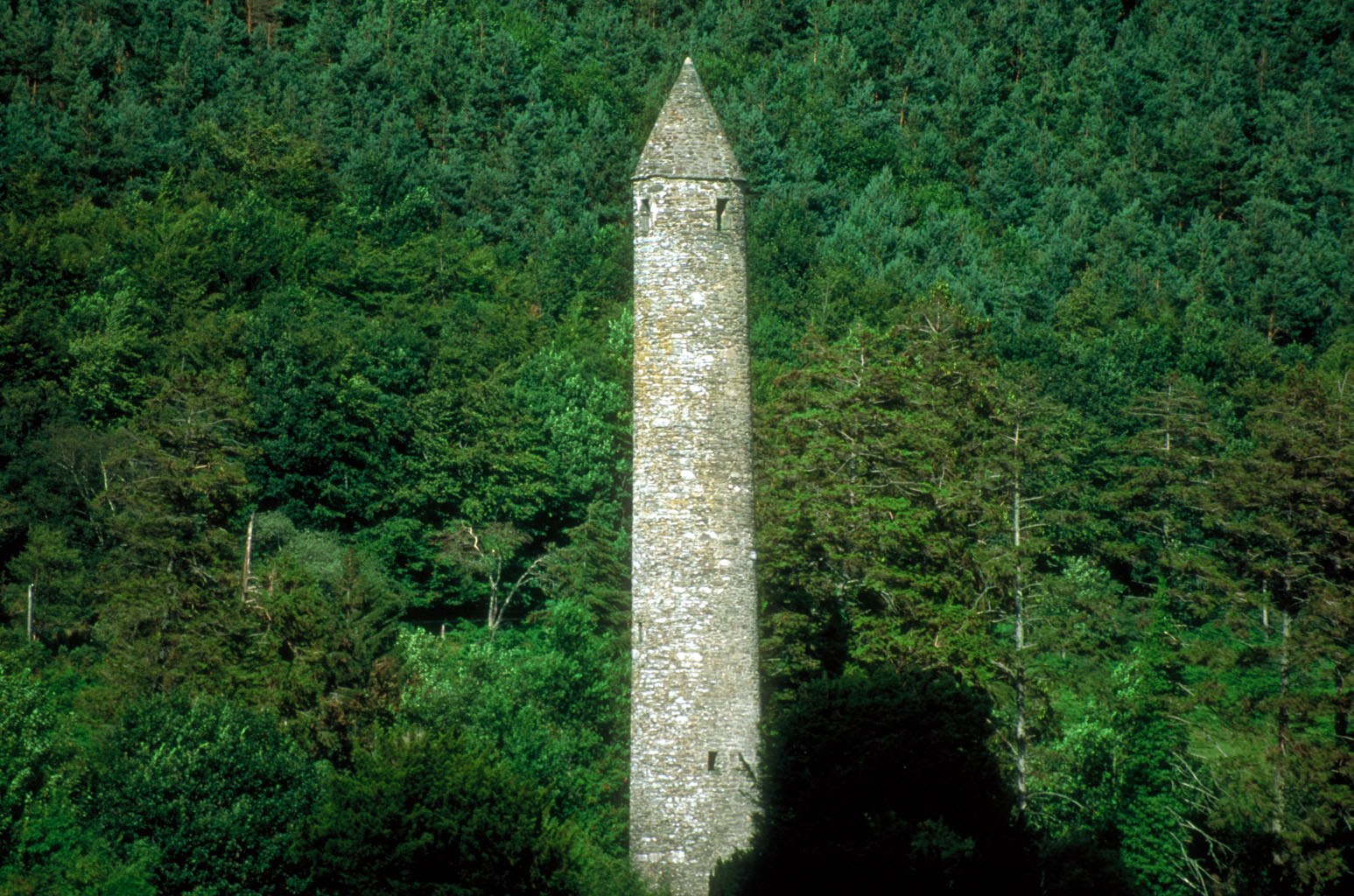
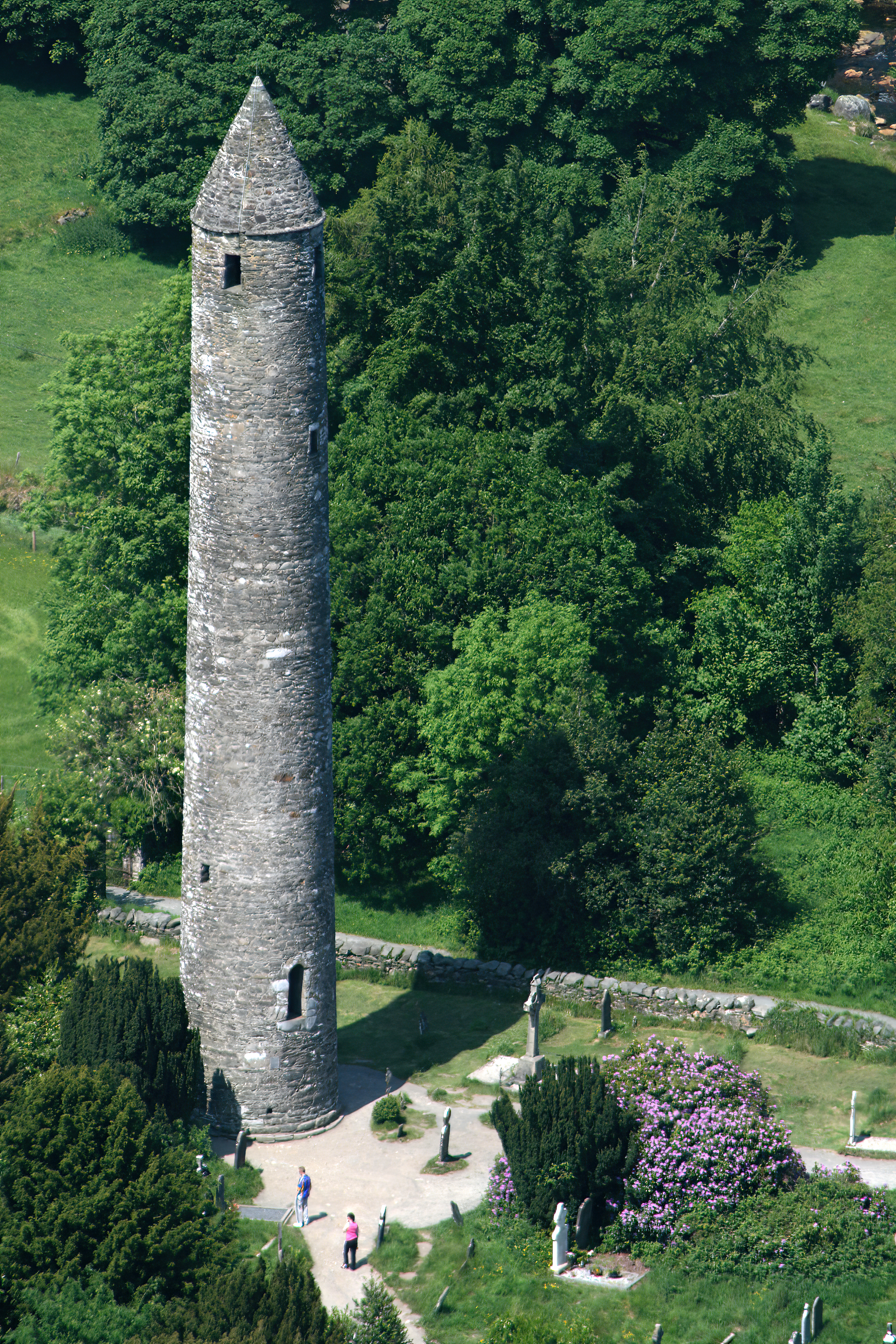
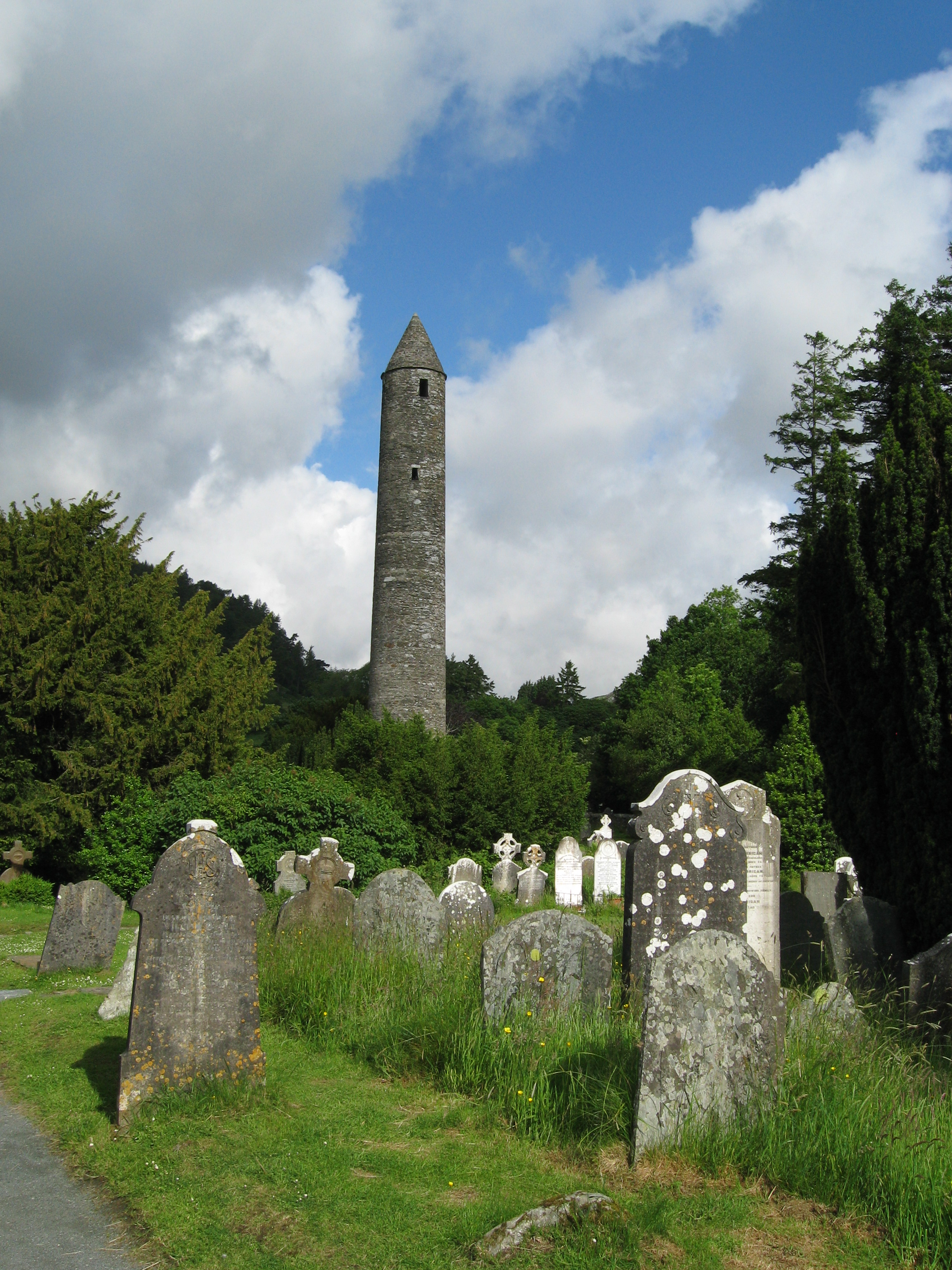
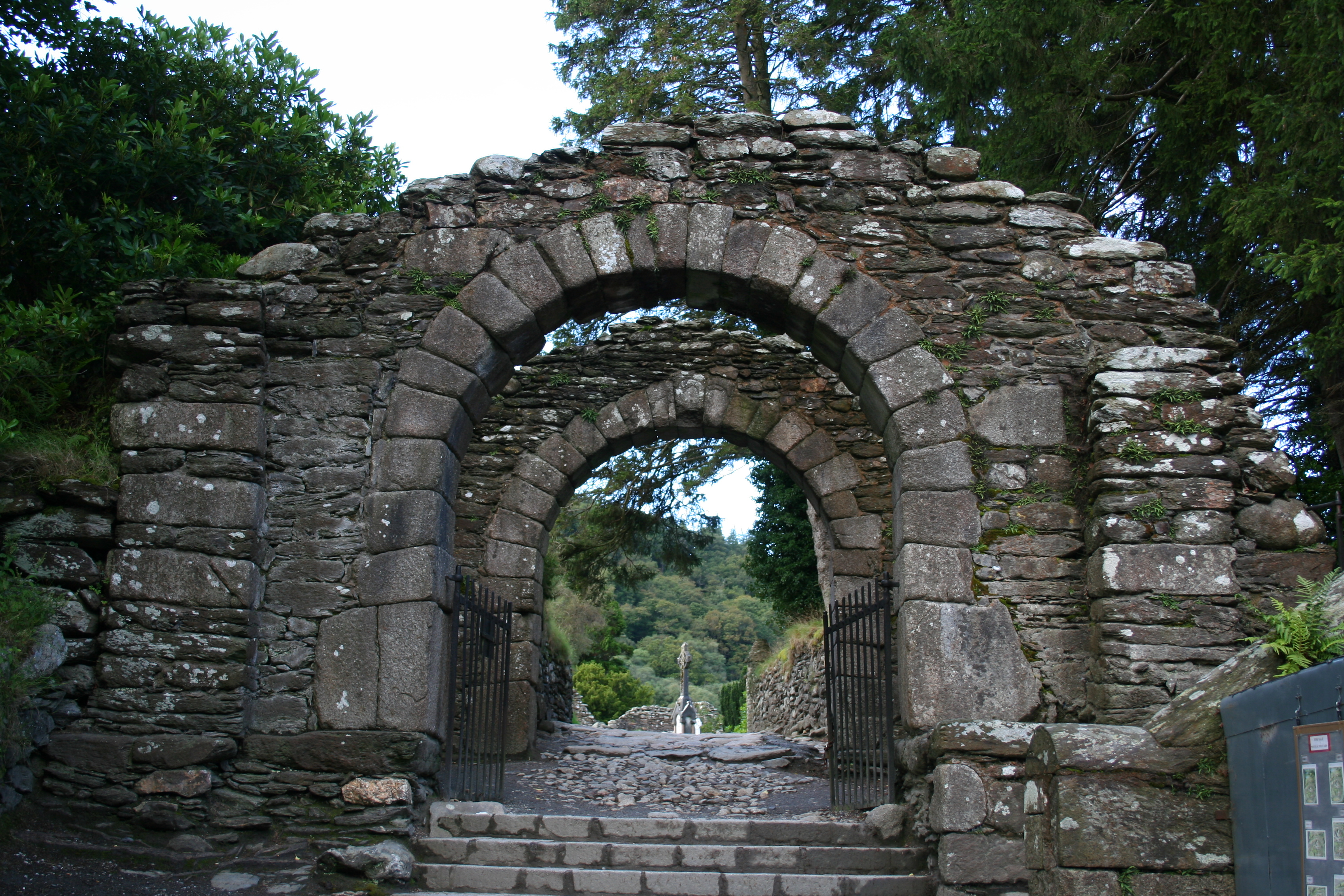
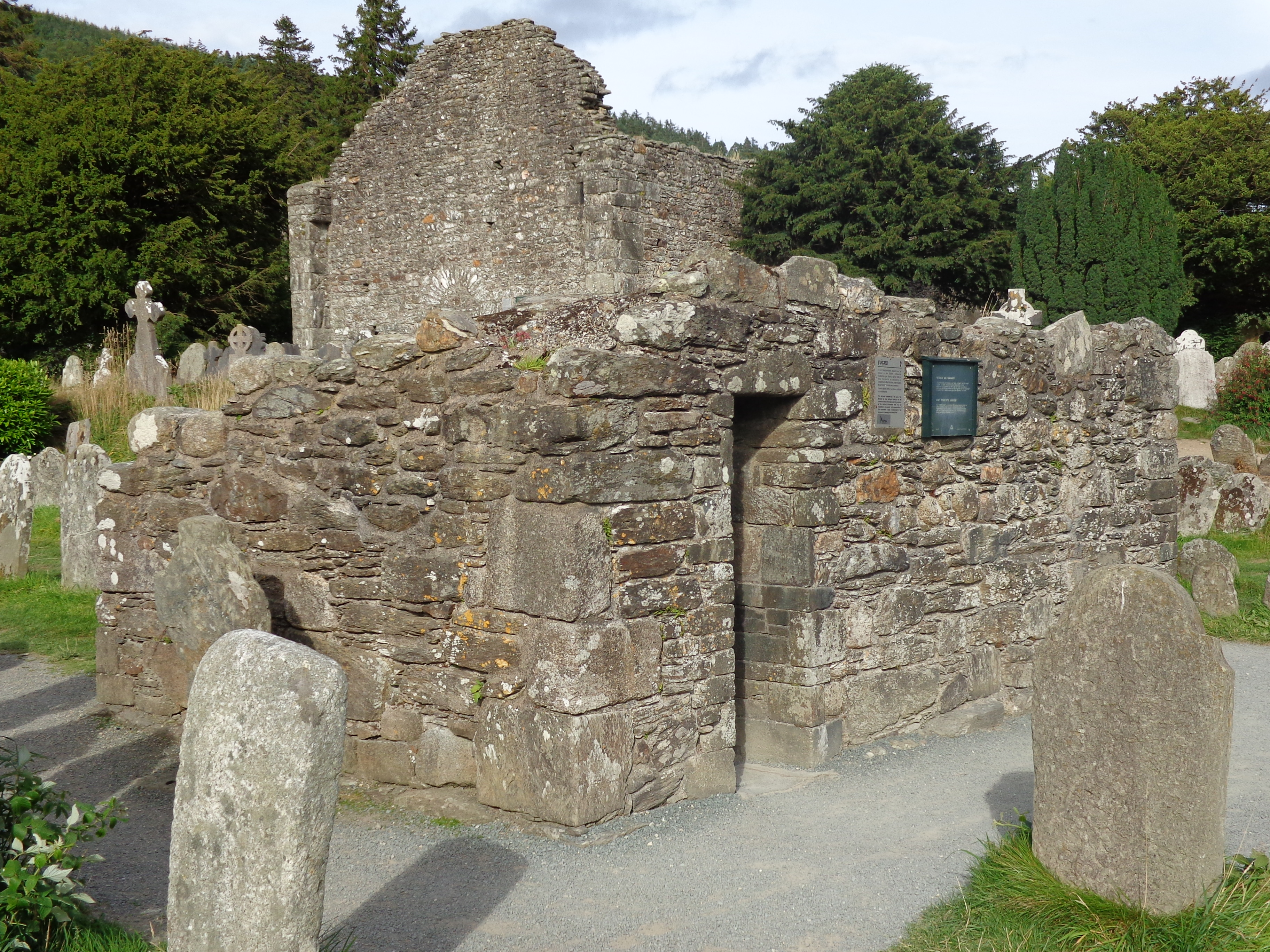
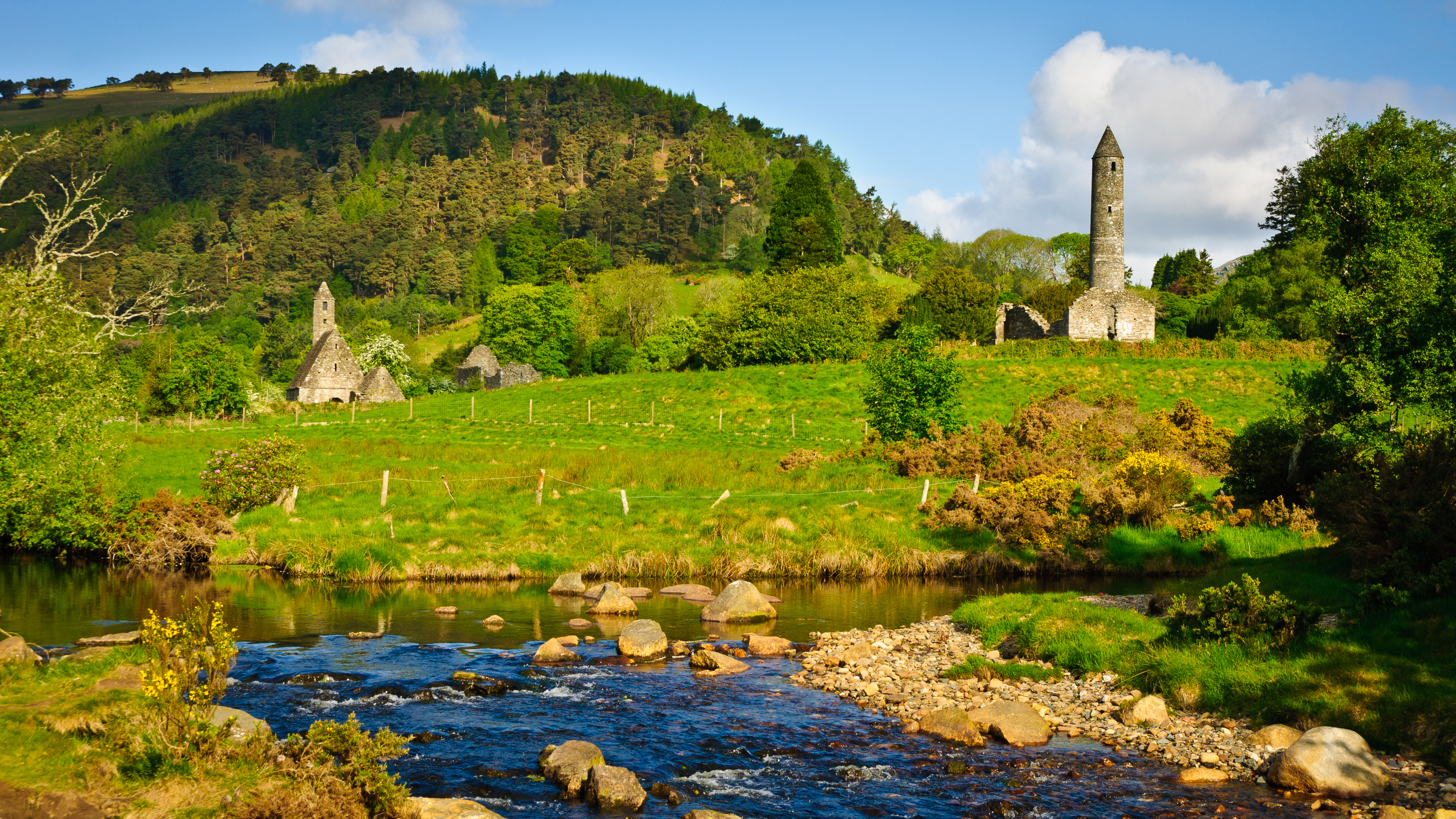